# 中赤镇
中赤镇，原为中赤乡，是中华人民共和国福建省龙岩市武平县下辖的一个乡镇级行政单位。2018年11月撤乡设镇。区划代码改为350824114。

## 行政区划
中赤镇下辖以下地区：
中赤村、上赤村、壮畲村、万营村、下营村、平沿村和育平村。